# Nobilitierung
Unter Nobilitierung (auch Adelung, Nobilitation oder Standeserhebung genannt) versteht man die Erhebung in den Adelsstand.  Sie ist fast ausschließlich nur in Staaten mit monarchischer Staatsform möglich und kann nur von einem souveränen Monarchen in Form eines Gnadenaktes ausgehen. Unter dem Nobilitierungsrecht versteht man das Recht, das ein Monarch (meist der König oder Kaiser) hat, um eine Person in den Adelsstand zu erheben.
In Ausnahmefällen kann der Adel auch ohne besonderen königlichen Gnadenakt, durch ein Amt oder einen Orden, neu erworben werden. Dabei ist das Adelsrecht des jeweiligen Landes wesentlich.
Unter Nobilitierung versteht man die Erhebung eines Bürgerlichen in den Adelsstand, nicht aber die Rangerhöhung eines Adligen durch Verleihung eines höheren Adelstitels. 

## Differenzierung
Man unterscheidet zwischen der Verleihung des persönlichen oder Personaladels und der des Erbadels. Bei letzterer Form ist der Titel erblich, d. h., er gilt auch für die Nachkommen des Nobilitierten (in der Regel im Mannesstamm); bei der erstgenannten ist er nur an die Person des Geadelten gebunden und wird nicht auf die Nachkommen übertragen. Auch Titel können persönlich oder (an alle Nachkommen oder nach dem Recht der Erstgeburt) erblich sein, wobei ein persönlicher Titel durchaus den erblichen Adel mit sich bringen kann. Beispiele für persönliche Titel sind die britischen Titel Knight bzw. (weiblich) Dame.

## Rechtsform
Als Urkunde über die Standeserhöhung erhielt der Nobilitierte im Deutschen Reich bis 1918 ein Adelsdiplom (Adelsbrief des Briefadels). Die Verwaltung aller Adels- und insbesondere Nobilitierungsangelegenheiten obliegt in monarchischen Staaten einem Adels- oder Heroldsamt; auch in Preußen existierte ein solches bis 1920.
Einige hohe (Verdienst-)Orden waren bzw. sind mit der Verleihung des persönlichen oder erblichen Adels verbunden, so beispielsweise der Verdienstorden der Bayerischen Krone, die höchsten Stufen des Order of the British Empire sowie die verschiedenen landesfürstlichen Hausorden in Deutschland bis zum Thronverzicht aller regierenden deutschen Fürsten im Laufe des Novembers 1918. Die Verleihung des Schwarzen Adlerordens war mit der Erhebung in den preußischen Erbadel verknüpft. Besonders häufig war die Nobilitierung durch Orden im Russischen Kaiserreich.
Wird der Titel eines Fürsten oder Herzogs an eine Person, die nicht zu einem regierenden oder ehemals regierenden Haus gehört, verliehen, so geht damit keine Mitgliedschaft im Hochadel im engeren Sinne (I. oder II. Abteilung) einher. Träger solcher Titel werden als Titularfürsten bzw. Titularherzöge bezeichnet, sie gehören zur III. Abteilung des Europäischen Hochadels (im weiteren Sinne).

## Praxis in Großbritannien
Der britische Adel ist traditionell durchlässiger als der kontinentale. Die Gentry, der niedere Adel, absorbiert jene Familien, die auf dem Kontinent als nichtadelige Patrizier oder Großbürger gelten würden. Ein persönlicher Adel kann, ähnlich wie historisch in Russland, durch Ämter, Dienstgrade und akademische Grade erworben werden. Jedoch werden auch Familien, die seit einigen Generationen Land besitzen und zur traditionellen Oberschicht zählen, ohne Nobilitierung zum Adel gerechnet, jedenfalls solange sie ihren Status behalten.
Im Vereinigten Königreich werden zweimal im Jahr (am Neujahrstag und am offiziellen Geburtstag des Königs) sowie bei Abwahl der Regierung die Listen mit den Namen aller, die einen Orden erhalten, einschließlich der durch den Monarchen neu durch einen Titel Nobilitierten, bekanntgegeben (sog. Honours List, siehe dazu britischer Adel). Seit 1965 werden erbliche Peerages und Baronetcies nur noch selten, nichterbliche Life Peerages und Knighthoods jedoch weiterhin regelmäßig verliehen.
Die Verleihung eines Wappens geht mit dem erblichen untitulierten Adel (Zugehörigkeit zur Gentry) einher, sie erfolgt nicht direkt durch den Monarchen, sondern durch Garter King of Arms oder Lord Lyon King of Arms, die beiden Wappenkönige Großbritanniens. Strenggenommen setzt die Verleihung eines Wappens nach einigen Interpretationen den (persönlichen) Adel bereits voraus und ist damit eine Adelsanerkennung unter gleichzeitiger Verleihung eines erblichen Adels. Der persönliche Adel ist damit eher als Wappenfähigkeit zu bezeichnen und soll eine Vorstufe zum Erwerb des erblichen Adels darstellen.
Damit zählt Großbritannien zu einer der wenigen Monarchien, in denen der erbliche Adel weiterhin aktiv verliehen und damit durch neue Familien ergänzt wird – auch, wenn erbliche Peerages und Baronetcies nur noch selten verliehen werden. Zudem zeichnet sich Großbritannien dadurch aus, dass der Monarch zwar ein Monopol auf die Verleihung von Adelstiteln, aber nicht des erblichen untitulierten Adels besitzt.
Da ein britischer Titel, auch ein erblicher, stets nur von einer Person getragen werden kann und nicht erbende Nachkommen im Mannesstamm zum untitulierten Adel gehören, ist etwa ein Gentleman mit neu verliehenem Wappen mit dem jüngeren Sohn eines jüngeren Sohnes eines jüngeren Sohnes eines Dukes ranggleich.

## Praxis in bestehenden deutschsprachigen Monarchien
Im Königreich Belgien werden jedes Jahr zum Nationalfeiertag (21. Juli) Nobilitierungen vorgenommen. Seit Ende des 20. Jahrhunderts werden meist nur mehr persönliche Titel vergeben, wobei mit einem persönlichen Titel der erbliche untitulierte Adel verbunden werden kann. Die Möglichkeit der erblichen Nobilitierung oder der Verleihung eines erblichen Titels wurde nie abgeschafft und wird weiterhin angewendet, seit 2018 jedoch nur noch in Ausnahmefällen. Meist wurden so Familien ausgezeichnet, die nach einer (persönlichen oder mit einem persönlichen Titel einhergehenden) Nobilitierung weiterhin wichtige Verdienste erbringen. Traditionell werden an Frauen erbliche Titel sowie der erbliche Adel nicht verliehen, soll der Adel dennoch erblich sein, so wird er an den Ehemann oder die Kinder verliehen.
Im Fürstentum Liechtenstein besitzt der Fürst ebenfalls weiterhin das Nobilitierungsrecht, welches sehr selten angewendet wird – zuletzt erfolgte eine Nobilitierung 1979 (siehe Liechtensteinischer Adel).

## Adelserhöhung
Eine besondere Form der Nobilitierung war bzw. ist die Adelserhöhung oder Standeserhöhung, also die Erhöhung der Stufe des Adels. Einfacher Adel kann z. B. in den Freiherrn-, dann in den Grafenstand, danach in den Fürstenstand erhoben werden, ausnahmsweise zum Herzog.
Beispiele
1. Otto von Bismarck beispielsweise wurde durch König Wilhelm I. 1865 in den Grafen-, 1871 in den Fürstenstand erhoben; 1890 verlieh ihm Kaiser Wilhelm II. anlässlich seiner Entlassung ad personam den Titel eines „Herzogs zu Lauenburg“.
2. Als bemerkenswert gilt die 1881 durch den Fürsten Heinrich XIV. Reuß j.L., erfolgte Erhebung des bürgerlich geborenen und 1879 vom preußischen König geadelten Bankiers Adolf Wilhelm von Kessler in den reußischen erblichen Grafenstand (den einzigen, den die Häuser Reuß außerhalb ihrer eigenen Familie kreierten); sein Sohn Harry Graf Kessler wurde durch die Veröffentlichung seiner von 1880 bis 1937 reichenden Tagebücher zu einem bedeutenden Dokumentar seiner Zeit.
3. Wilhelm Liebermann von Wahlendorfs Vater Adolf Liebermann (1829–1893) wurde 1873 vom damaligen österreichischen Kaiser Franz Joseph I. als „Ritter Liebermann von Wahlendorf“ in den österreichischen Adelsstand erhoben. Angesichts seiner Verdienste als Kunstsammler wurde ihm das Führen des Adelsprädikats auch in Preußen gestattet.

## Adelsanerkennung
Im Heiligen Römischen Reich Deutscher Nation war die Nobilitierung grundsätzlich ein Vorrecht des Kaisers. Während der Vakanz des Throns nach dem Tod des Kaisers bzw. Königs konnten die Reichsvikare (Kurpfalz; Kursachsen) Standeserhöhungen im Reichsadel vornehmen. Im Laufe der Zeit erhielten auch einige Territorialfürsten dieses Recht. Im Deutschen Bund hatten alle (anfangs 36) regierenden Fürsten das Recht zur Nobilitierung. Dieser Adel galt dann zunächst im Herkunftsland, die Erhebung erfolgte in den Adelsstand des jeweiligen Staates, also z. B. in den „Großherzoglich Hessischen Adelsstand“. Insbesondere, wenn Adlige umfangreichen Besitz in anderen Staaten hatten, konnte sie eine Adelsanerkennung der betreffenden Staaten beantragen. So konnte beispielsweise ein Großherzoglich Hessischer Freiherr eine preußische Adelsanerkennung erhalten.

## Umfang
Die Zahl der Nobilitierungen schwankte deutlich zwischen den einzelnen Territorien. Naturgemäß wurden in großen Territorien in absoluten Zahlen mehr Adelserhebungen gezählt als in kleinen, aber auch in Relation zu der Bevölkerungszahl ergeben sich spürbare Unterschiede.
| Territorium            | Zeitraum  | Nobilitierungen | pro Jahr |
| ---------------------- | --------- | --------------- | -------- |
| Königreich Preußen     | 1870–1918 | 1129            | 23,5     |
| Königreich Bayern      | 1850–1900 | ca. 200         | 4        |
| Königreich Württemberg | 1806–1908 | 108             | 1        |
| Großherzogtum Baden    | 1806–1866 | 20              | 0,3      |
| Herzogtum Nassau       | 1806–1866 | 8               | 0,1      |
| Großherzogtum Hessen   | 1806–1918 | 172             | 1,5      |

## Sonstiges
In einem übertragenen Sinn wird Nobilitierung auch für die „Ehrbarmachung“ ehemals trivialer, „gemeiner“ Objekte, Tatsachen und Personen verwendet, beispielsweise die „Nobilitierung der Comics“.